# ماما میا (ترانه اس‌اف۹)
«ماما میا» (انگلیسی: Mamma Mia) تک‌آهنگی از چهارمین آلبوم تک‌آهنگ گروه پسرانۀ اهل کره جنوبی اس‌اف۹ به نام ماما میا! است که در ۲۶ فوریه ۲۰۱۸ همزمان با انتشار آلبوم منتشر شد.